# Kaplička svaté Barbory na Hradčanech
Kaplička svaté Barbory na Hradčanech v Praze se nachází v Loretánské ulici v ohradní zdi malého Černínského paláce. Je chráněna jako nemovitá kulturní památka České republiky.

## Historie
Výklenková kaple svaté Barbory byla vystavěna v letech 1725–1730 podle návrhu Františka Maxmiliána Kaňky na náklad hraběte Štěpána Kinského. Obraz uvnitř pochází od malíře Václava Vavřince Reinera (přemalovaný). V roce 1858 byla kaple obnovena.

## Popis

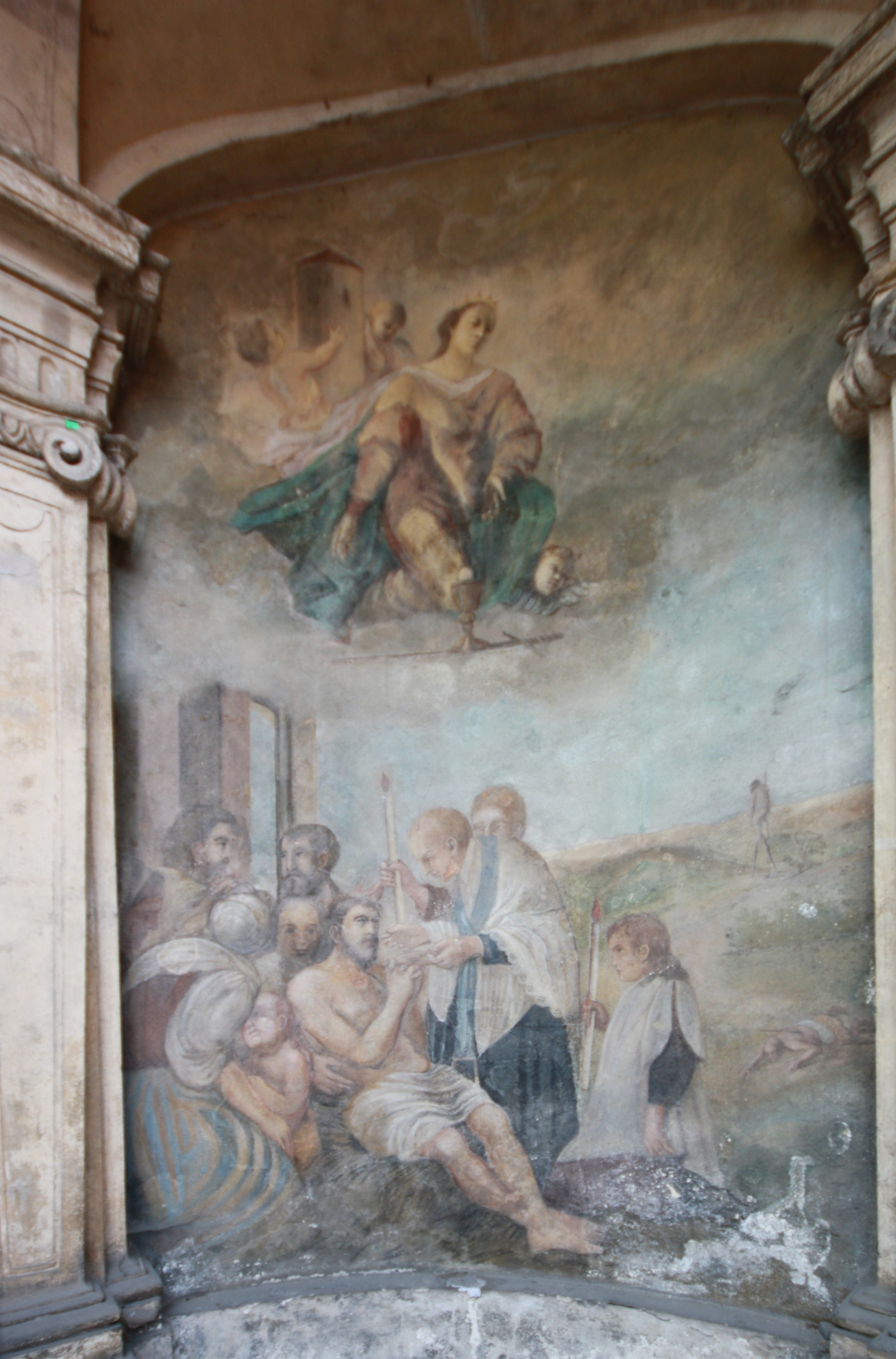
freska

Kaplička je postavena ve tvaru půleliptické niky se záklenkem a bočními nikami, které lemují dórské sloupy na soklech a pilastry. Ve středu v kartuši je proveden znak Kinských.
Římsa po stranách ukončuje fronton a je stočena do volut. Nad sloupy jsou volutová křídla se segmentově vzdutou částí římsy. Vstup je chráněn ornamentálně ztvárněnou mříží.

### Freska
Freska na zadní stěně kaple líčí legendu, která se váže k tomuto místu: zpověď loupeživého rytíře, v pozadí děj legendy o loupeživých rytířích naražených na kůl, z konchy shlíží na výjev svatá Barbora.